# Капфиг, Жан-Батист Оноре Раймон
Жан-Батист Оноре Раймон Капфиг (фр. Jean-Baptiste Honoré Raymond Capefigue; 1801, Марсель — 23 декабря 1872, Париж) — французский литератор.
Монархист и ультрамонтанец, Капфиг написал много исторических сочинений, поверхностных и малоценных в научном отношении.
Важнейшие из них:
- «Histoire de Philippe Auguste» (П., 3 изд. 1842)
- «Histoire de la Restauration et des causes qui ont amené la chute de la branche aînée des Bourbons» (П., 3 изд, 1842)
- «Histoire de la Réforme, de la Ligue et du régne de Henri IV» (1834—1835)
- «Richelieu, Mazarin, la Fronde et le règne de Louis XIV» (2 изд., 1844)
- «L’Europe pendant le consulat et l’empire de Napoléon» (1839—1843)
- «L’Europe depuis l’avènement de Louis-Philippe» (2 изд., 1847—1849)

Капфиг иронически упоминается в романе Ф. М. Достоевского «Бесы» (часть вторая, гл. 6, III).